# Lemberg (Moselle)
Lemberg is een gemeente in het Franse departement Moselle (regio Grand Est). De plaats maakt deel uit van het arrondissement Sarreguemines. Lemberg telde op 1 januari 2022 1.427 inwoners.

## Geografie
De oppervlakte van Lemberg bedroeg op 1 januari 2022 10,94 vierkante kilometer; de bevolkingsdichtheid was toen 130,4 inwoners per km².

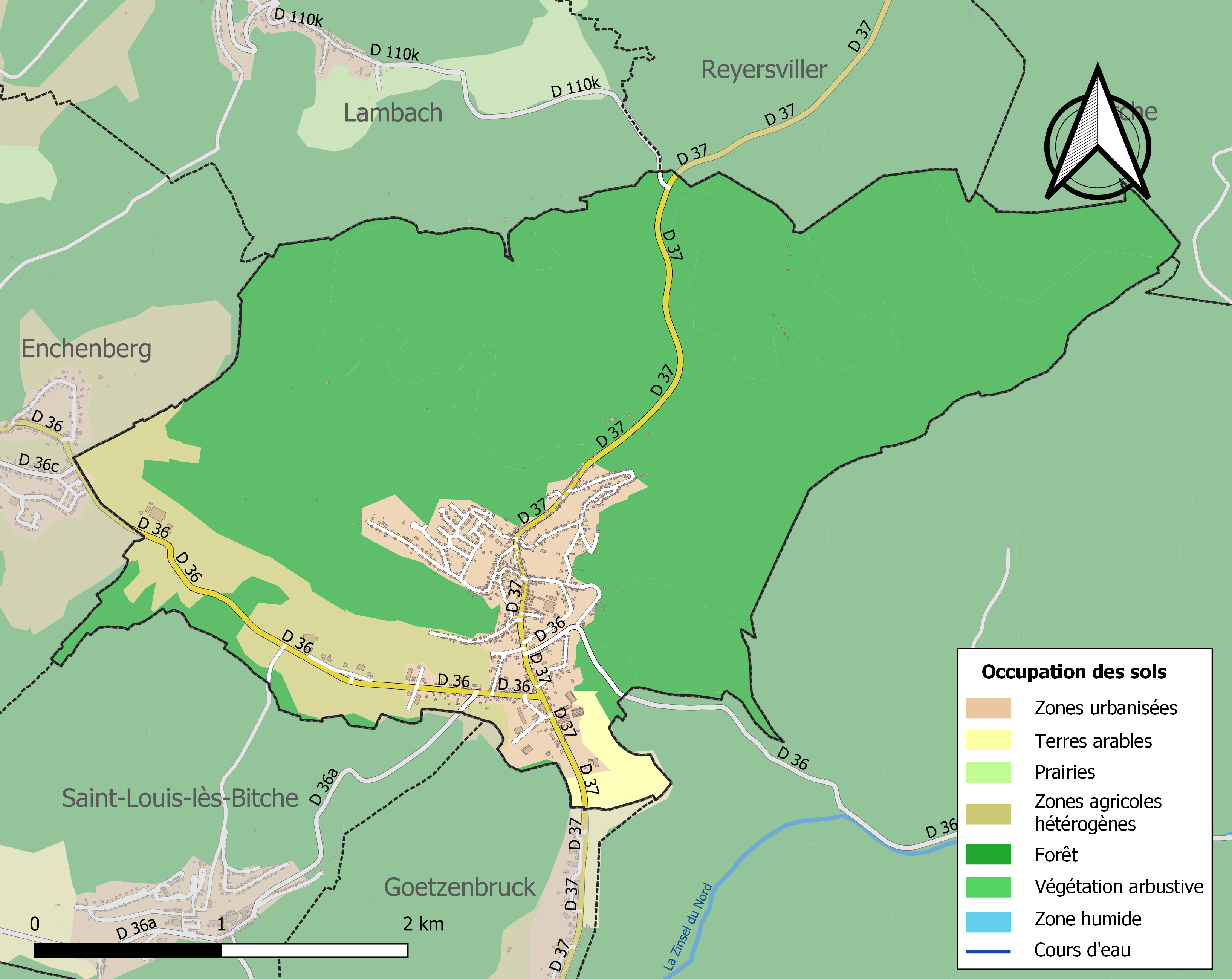
Kaart van de gemeente met de belangrijkste infrastructuur, bodemgebruik en omliggende gemeenten

## Demografie
Onderstaande figuur toont het verloop van het inwonertal (bron: INSEE-tellingen).